# Дивна Любоевич
Ди́вна Любое́вич (на сръбски: Дивна Љубојевић или Divna Ljubojević) е сръбска изпълнителка на православна църковна музика. Изпълнява старинни църковни пения от Сърбия, Византия, България и Русия.

## Биография
На 10-годишна възраст започва да изучава източно църковно пение в белградския манастир „Въведение Богородично“. Завършва Музикалната академия в град Нови Сад.
Освен с изпълнителска се занимава и с преподавателска дейност. Дирижира свой църковен хор. Лауреат е на множество международни награди.

## Дискография
- Аксион естин, 1996 г.
- Достойно ест, 1999 г.
- Живоносний източник, 2000 г.
- Мелоди, 2001 г.
- Славословие, 2002 г.
- Liturgija u manastiru Vavedenje, 2004 г.
- Концерти, 2006 г.
- Христос воскресе, 2007 г.
- Христос се роди, 2007 г.
- Divna en concert
- Mysteres Byzantins
- Lumieres du Chant Byzantin
- La Divine Liturgie de Saint Jean Chrisostome
- La Gloire de Byzance